# Altenkrempe
Altenkrempe er en by og kommune i det nordlige Tyskland, beliggende i Amt Ostholstein-Mitte under Kreis Østholsten. Kreis Østholsten ligger i den østlige del af delstaten Slesvig-Holsten.

## Geografi
Ud over Altenkrempe, ligger Hasselburg, Jarkau, Kassau, Klaushorst, Mühlenkamp, Plunkau, Rogerfelde, Sibstin, Sierhagen og Stolpe i kommunen.
Altenkrempe ligger ved motorvejen A1. Kommunen grænser mod øst til søen Binnenwasser, på hvis modsatte bred, byen Neustadt in Holstein ligger.